# Amine Benchaib
Amine Benchaib, né le 18 juin 1998 à Gand, est un footballeur belgo-marocain. Il évolue au Kauno Žalgiris au poste de milieu offensif.

## Biographie
Lors de la saison 2017-2018, il inscrit deux buts en première division belge avec le club du KSC Lokeren. Le 25 mai 2020, il s'engage au Royal Charleroi Sporting Club pour une période de 3 ans + 2 en option et retrouve la Pro League.

## Statistiques
| Saison                | Club                  | Championnat           | Championnat | Championnat | Coupe(s) nationale(s) | Coupe(s) nationale(s) | Compétition(s) continentale(s) | Compétition(s) continentale(s) | Compétition(s) continentale(s) | Total | Total |
| Saison                | Club                  | Division              | M.          | B.          | M.                    | B.                    | Comp.                          | M.                             | B.                             | M.    | B.    |
| 2017-2018             | KSC Lokeren           | Division 1A           | 23          | 2           | 2                     | 0                     | -                              | -                              | -                              | 25    | 2     |
| 2018-2019             | KSC Lokeren           | Division 1A           | 6           | 0           | -                     | -                     | -                              | -                              | -                              | 6     | 0     |
| Sous-total            | Sous-total            | Sous-total            | 29          | 2           | 2                     | 0                     | -                              | 0                              | 0                              | 31    | 2     |
| Total sur la carrière | Total sur la carrière | Total sur la carrière | 29          | 2           | 2                     | 0                     | -                              | 0                              | 0                              | 31    | 2     |